# Кіллена (міфологія)
Кіллена (давньогрецька: Κυλλήνη Kyllênê) — ім'я двох персонажок грецькій міфології:
- Кіллене — аркадська ореада (гірська німфа), яка дала своє ім'я горі Кіллен.[1] Вона вигодувала немовля-бога Гермеса, який народився на горі Кіллен.[2] Вона стала дружиною Пелазга[3], від якого народила царя Лікаона[4], відомого своєю безбожністю. Інакше матір'ю останнього була або Океаніда Мелібея[5], або Деяніра, дочка іншого Лікаона[6]. У деяких версіях Кіллене була дружиною Лікаона[7], проте в інших його дружину називають Нонакріс[8].
- Кіллена — аркадська дочка Менефрона, яку зґвалтував її власний батько[9]. За деякими розповідями, Менефонт був сином Кіллени, який зґвалтував свою власну матір[10].